# Маркел Анкірський
Маркел Анкірський (? — близько 374) — богослов, єпископ Анкіри (нині Анкара, Туреччина), учасник Анкірського та Першого Нікейського собору. Був рішучим противником аріанства. Але згодом його звинувачували в прийнятті протилежної крайності, дещо видозміненої форми савелліанства. В результаті Маркела позбавили єпископства, хоча пізніше він зміг в певній мірі реабілітуватися.

## Біографія
Через кілька років після Нікейського собору (325 р.) Маркел написав книгу проти Астерія Софіста, видатного представника тієї групи богословів, яка підтримувала Арія. Від цієї книги збереглися лише фрагменти. Маркела звинувачували за його твердження, що розділеність Божества на три іпостасі є тимчасовим явищем. Згідно з фрагментами його творів, що збереглися, Бог від вічності був лише однією Істотою (іпостассю), але при створенні всесвіту Слово (Логос) вийшло від Отця і персоніфікувало в собі Його Дієвість. Цей Логос втілився у Христі і таким чином явив собою Образ Божий. Святий Дух також вийшов як третя Особа Божества від Отця і від Христа, відповідно до Івана 20:22 («Він дихнув на них і сказав їм: «Прийміть Духа Святого»). Однак по завершенню всього Христос повернеться до Отця, і Божество знову стане абсолютною єдністю (1 Кор 15: 28: «Коли Йому все підкориться, тоді й сам Син підкориться Тому, Хто Йому все підкорив, щоб Бог був усім у всьому»).
Єпископи на Першому Тирському синоді в 335 році (який також відправив у вигнання Афанасія), схоже, написали імператору Костянтину скаргу на Маркела за те, що той відмовився спілкуватися з Арієм в Єрусалимі під час святкуванні тридцятої річниці Костянтина. Євсевій Кесарійський написав проти нього дві праці: 1) «Contra Marcellum» — можливо, документ обвинувачення під час процесу над Марцеллом; 2) «Про теологію Церкви» — спростування теології Маркелла з точки зору аріанської теології.
Маркел був зміщений в 336 році на соборі у Константинополі, що проходив під головуванням представника аріанства Євсевія Нікомедійського та Василія Анкірського, який і був призначений на його кафедру. Маркел звернувся з апеляцією в Рим до Папи Юлія I. Той написав єпископам, які змістили Маркела, стверджуючи, що Маркел є невинним у висунутих проти нього звинуваченнях. Сардикійський собор (343 р.), на якому більшість складали представники західних церков, офіційно розглянув його книгу і оголосив її вільною від єресі. Та в 344 році в Антіохії зібралися представники східних церков і знову відлучили Маркела від церкви та склали «Символ віри», в якому перераховувалися їхні вірування та заперечення, серед інших, і проти доктрин Маркела. У 345 році Констанцій II, під тиском свого брата Константа, співправителя Імперії, дозволив відновити Афанасія Олександрійського та Маркела на їхніх кафедрах. Проте Маркел через народне збурення так і не зміг зайняти своєї кафедри. Згодом один із учнів Маркела, Фотін, який пізніше викладав різновид теології Маркела, був возведений в сан єпископа Сірмія.
Відносини Афанасія з Маркелом були складними, і спілкування між ними на деякий час було розірвано, але наприкінці їхнього життя Афанасій вчинив спротив спробам Василія Кесарійського домогтися повного засудження Маркела, а потім і сам відновив спілкування з ним. Смерть Маркела Анкірського датується 374-375 рр. на основі твердження Епіфанія Кіпрського, що ця подія відбулася за два роки до написання його каталогу єресей «Панаріон». Другий Вселенський Собор 381 р. засудив «маркелліан», але не самого Маркела.
Твори Маркела частково відновлені за рахунок численних цитат з його книг у інших авторів того часу. В цитатах Євсевія Кесарійського і Епіфанія Кіпрського збереглась приблизно шоста частина маркелового твору «Проти Астерія», а також лист до Папи Юлія I від 341 року.

### Книги
- Сара Парвіс, Марцелл Анкірський і втрачені роки аріанської суперечки 325-345 (Нью-Йорк: Oxford University Press, 2006)
- Ейрес, Льюїс, Нікея та її спадок — підхід до тринітарної теології четвертого століття (Оксфорд: Oxford University Press, 2004).
- Джозеф Т. Лієнхард, Contra Marcellum Marcellus з Анкіри та теологія четвертого століття. (Вашингтон, округ Колумбія: Catholic University of America Press, 1999), стор. 62–69.
- Роберт Хенсон. Пошуки християнської доктрини Бога (Нью-Йорк: T&T Clark, 1988), 217–235.
- Сократ Схоластик. Церковная история. М., 1996, стор. 59, 75.

### Статті
- Логан, Аластер Х. Б. 2007. «Темна зірка: реабілітація Марцелла Анкірського Сара Парвіс, Марцелла Анкірського та втрачені роки аріанської суперечки 325-345». Expository Times 118, вип. 8: 384.
- --------- 1989 рік. «Марцелл Анкірський і антиаріанська полеміка», Св. Пат XIX (1989), 189–197.
- --------- 1992 рік. «Марцелл Анкірський і ради 325 року нашої ери: Антіохія, Анкіра та Нікея», JTS NS NS 43, 428–46.
- --------- 2001 рік. «Марцелл Анкірський, захисник віри проти єретиків – і язичників», св. Пат XXXVII, 550–64.
- --------- 1999 рік. «Марцелл Анкірський про Орігена та аріанство», в Origeniana Septima (Левен: University Press, 1999).
- --------- 2000 рік. «Марцелл Анкірський (Псевдо-Анфім), «Про Святу Церкву»: текст, переклад і коментар», JTS NS 51, 81-112.
- Лінхард, Джозеф Т. 2006. «Два друга Афанасія: Марцелл Анкірський і Аполлінарій Лаодикійський». Zeitschrift für Antikes Christentum 10, no. 1: 56–66.